# ホワイトオーク (ウイスキー)
ホワイトオーク(White Oak)は日本の明石市に位置する酒造会社江井ヶ嶋酒造が生産しているウイスキーの銘柄である。2015年7月現在この銘柄における生産の中心となっているのはモルトウイスキーで、容器の違いを除けば五つの商品が発売されているが、そのうち「ホワイトオーク シングルモルトあかし」がシングルモルト・ウイスキーで、それ以外はブレンディッドである。江井ヶ嶋酒造は1919年にウイスキー製造免許を取得したが、これはサントリーの山崎蒸留所が設立された1924年よりも早い。しかし、これが日本初のウイスキー製造を示すものかどうかは議論がある。江井ヶ嶋酒造のウイスキーは『地ウイスキー』の名称を受け継いでおり、また日本で最も海に近い蒸留所でもある。

## 歴史
江井ヶ嶋酒造は1888年に設立されたが、ウイスキーの製造免許を取ったのは1919年である。しかし、当時江井ヶ嶋酒造はポットスチル（蒸留器）が存在しておらず、どうやってウイスキーを製造していたのかは不明である。ウイスキーではないものを製造していたか、国外のウイスキーの詰め替えを行っていた可能性もある。江井ヶ嶋酒造自体も、自身が日本最古のウイスキー蒸留所であるという主張はしていない。その後ポットスチルが導入され、1981年には蒸留所の施設を一新し、1984年には現在まで使用されるポットスチル等をそろえる新しい蒸留所が竣工した。江井ヶ嶋酒造は安価なウイスキーを中心に生産を続けてきたが、2007年に初めてのシングルモルトウイスキーである『「あかし」シングルモルト 8年』を発売し、評価を得た。

## 特色
スコットランドの様式を取り入れた蒸留所で、モルト原酒にのみこだわったウイスキー造りを行っている。大麦麦芽をイギリスから取り寄せ、水は地下水を使用している。ウイスキーの蒸留は日本酒と焼酎の製造が終わった6・7月のみに、日本酒を作った杜氏の手によって行われる。その名の通り、オーク樽にて熟成されるが、『ホワイトオーク シングルモルトあかし』については、アメリカンオークシェリー樽とバーボン樽が使用されている。

## 味の評価
江井ヶ嶋酒造の通販サイトでは、「ホワイトオーク シングルモルトあかし」について、「スウィートでウッディ」な香りと「ミディアムライト、上品でスパイシー、わずかにピーティ」な味を持つと表現されている。ウイスキー・ライターのクリス・バンティングは、「ホワイトオーク シングルモルトあかし」について、「パンと青りんごの穏やかな香り」、「口に含むとまろやかで甘い飲み口。微かにリコリスの風味がし、後味がとてもすっきりとしている。」と評価している。バンティングは食中酒として「ホワイトオーク シングルモルトあかし」を評価しており、明石の魚の棚商店街で購入したつまみの中では、砂糖の風味の強いものは合わないが、海苔と薄く削ったパルメザンチーズを合わせたものやアナゴの塩焼きはとても合うと評価している。

## ラインナップ

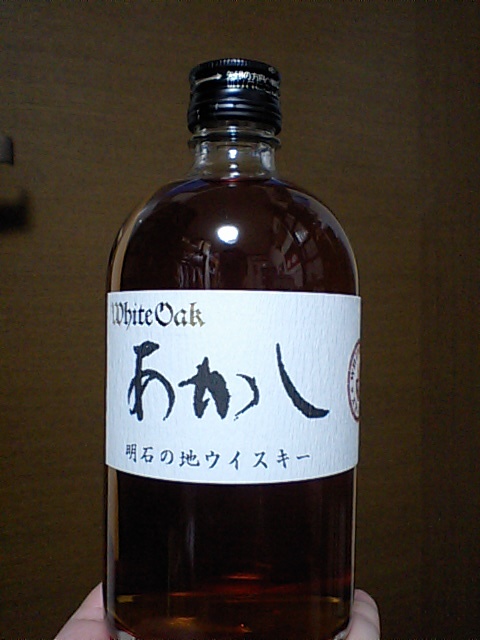
「ホワイトオーク　地ウイスキーあかし」

2015年7月時点でのラインナップは以下の通り。「シングルモルトあかし バーボンバレル3年」「ホワイトオーク シングルモルトあかし」以外はブレンディッド。上から下にいくにつれ価格帯は安くなる。
- シングルモルトあかし バーボンバレル3年 (50度)
- ホワイトオーク シングルモルトあかし (46度)
- ホワイトオーク　地ウイスキーあかし (40度）
- ホワイトオーク　あかしレッド (40度）
- ホワイトオーク ゴールド　(39度）
- ホワイトオーク レッド　(37度)
- ホワイトオーク レッド ペット(37度)

このほか、「ホワイトオーク シングルモルトあかし 14年」「ホワイトオーク シングルモルトあかし 15年」が限定品として発売されていた。

## 参照
1. 1 2 3 4 5  Whisky Magazine Japan. “「江井ヶ嶋酒造ウイスキー蒸溜所」”. 2015年7月30日閲覧。
2. ↑  江井ヶ嶋酒造 通販「刻の酒蔵」. “ウイスキー蒸留所”. 2015年7月30日閲覧。
3. 1 2 3  江井ヶ嶋酒造 通販「刻の酒蔵」. “ホワイトオークウイスキー”. 2015年7月30日閲覧。
4. 1 2 3 4  江井ヶ嶋酒造 通販「刻の酒蔵」. “ONLINE SHOP ウイスキー”. 2015年7月30日閲覧。
5. 1 2 3 4 5 6 7 8 9 10 11 12  Whisky Magazine Japan. “ホワイトオーク 「あかし」”. 2015年7月30日閲覧。